# Rize (provincie)
Rize is een provincie in Turkije. De provincie is 3792 km² groot en heeft 365.938 inwoners (2000). De hoofdstad is het gelijknamige Rize.

## Bestuurlijke indeling

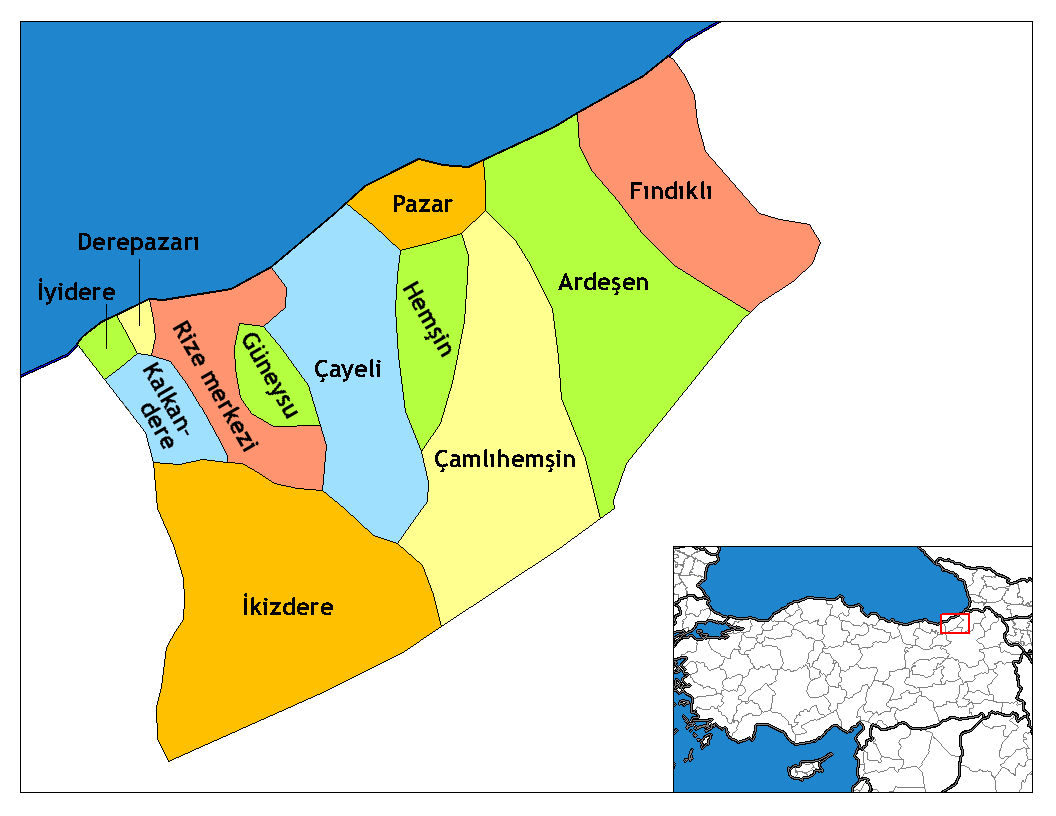
Districten van Rize

### Districten
De provincie bestaat uit de volgende 12 districten:
| - Ardeşen - Çamlıhemşin - Çayeli - Derepazarı | - Fındıklı - Güneysu - Hemşin - İkizdere | - İyidere - Kalkandere - Pazar - Rize |